# Sindaci di Madrid
Di seguito l'elenco cronologico dei sindaci di Madrid e delle altre figure apicali equivalenti che si sono succedute nel corso della storia.

## Restaurazione borbonica in Spagna (1874-1931)
| Sindaci eletti dal Consiglio comunale (1874-1923)   | Sindaci eletti dal Consiglio comunale (1874-1923) | Sindaci eletti dal Consiglio comunale (1874-1923) | Sindaci eletti dal Consiglio comunale (1874-1923) | Sindaci eletti dal Consiglio comunale (1874-1923) | Sindaci eletti dal Consiglio comunale (1874-1923) | Sindaci eletti dal Consiglio comunale (1874-1923) |
| Nominativo                                          | Nominativo                                        | Partito                                           | Partito                                           | Mandato                                           | Mandato                                           |                                                   |
| Nominativo                                          | Nominativo                                        | Partito                                           | Partito                                           | Inizio                                            | Fine                                              |                                                   |
| --------------------------------------------------- | ------------------------------------------------- | ------------------------------------------------- | ------------------------------------------------- | ------------------------------------------------- | ------------------------------------------------- | ------------------------------------------------- |
|                                                     | Francisco de Borja Queipo de Llano                | ?                                                 | ?                                                 | 30 dicembre 1874                                  | 10 dicembre 1875                                  |                                                   |
|                                                     | Luis Martos y Potestad                            | ?                                                 | ?                                                 | 10 dicembre 1875                                  | 13 febbraio 1877                                  |                                                   |
|                                                     | Francisco Caballero y Rozas                       | ?                                                 | ?                                                 | 10 febbraio 1877                                  | 12 febbraio 1881                                  |                                                   |
|                                                     | José Abascal y Carredano                          | ?                                                 | ?                                                 | 12 febbraio 1881                                  | 11 maggio 1883                                    |                                                   |
|                                                     | Estanislao Urquijo y Landaluce                    | ?                                                 | ?                                                 | 11 maggio 1883                                    | 17 settembre 1883                                 |                                                   |
|                                                     | Pedro Martínez Luna (Facente funzioni)            | ?                                                 | ?                                                 | 17 settembre 1883                                 | 1883                                              |                                                   |
|                                                     | José Abascal y Carredano                          | ?                                                 | ?                                                 | 1883                                              | 1884                                              |                                                   |
|                                                     | Gonzalo de Saavedra y Cueto                       | ?                                                 | ?                                                 | 1884                                              | 1885                                              |                                                   |
|                                                     | Alberto Bosch y Fustegueras                       | ?                                                 | ?                                                 | 1885                                              | 1889                                              |                                                   |
|                                                     | Andrés Mellado                                    | ?                                                 | ?                                                 | 1889                                              | 1890                                              |                                                   |
|                                                     | Cayetano Sánchez Bustillo                         | ?                                                 | ?                                                 | 1890                                              | 1890                                              |                                                   |
|                                                     | Narciso García-Loygorri y Rizo                    | ?                                                 | ?                                                 | 1890                                              | 1890                                              |                                                   |
|                                                     | Faustino Rodríguez San Pedro                      | ?                                                 | ?                                                 | 1890                                              | 1891                                              |                                                   |
|                                                     | Alberto Bosch y Fustegueras                       | ?                                                 | ?                                                 | 1891                                              | 1892                                              |                                                   |
|                                                     | Francisco de Cubas y González Montes              | ?                                                 | ?                                                 | 1892                                              | 1892                                              |                                                   |
|                                                     | Nicolás de Peñalver y Zamora                      | ?                                                 | ?                                                 | 1892                                              | 16 dicembre 1892                                  |                                                   |
|                                                     | Manuel Mariátegui y Vinyals                       | ?                                                 | ?                                                 | 16 dicembre 1892                                  | 1894                                              |                                                   |
|                                                     | Santiago de Angulo Ortiz de Traspeña              | ?                                                 | ?                                                 | 1894                                              | 1894                                              |                                                   |
|                                                     | Álvaro Figueroa y Torres                          | ?                                                 | ?                                                 | 1894                                              | 26 marzo 1895                                     |                                                   |
|                                                     | Nicolás de Peñalver y Zamora                      | ?                                                 | ?                                                 | 26 marzo 1895                                     | 13 febbraio 1896                                  |                                                   |
|                                                     | Eduardo Rojas Alonso                              | ?                                                 | ?                                                 | 13 febbraio 1896                                  | 1896                                              |                                                   |
|                                                     | Joaquín Sánchez de Toca Calvo                     |                                                   | Partito Liberal-Conservatore                      | 1896                                              | 4 ottobre 1897                                    |                                                   |
|                                                     | Álvaro Figueroa y Torres                          | ?                                                 | ?                                                 | 4 ottobre 1897                                    | 8 marzo 1899                                      |                                                   |
|                                                     | Ventura García-Sancho Ibarrondo                   |                                                   | Partito Liberal-Conservatore                      | 8 marzo 1899                                      | 16 aprile 1900                                    |                                                   |
|                                                     | Manuel Allendesalazar Muñoz                       |                                                   | Partito Liberal-Conservatore                      | 16 aprile 1900                                    | 10 luglio 1900                                    |                                                   |
|                                                     | Mariano Fernández de Henestrosa                   | ?                                                 | ?                                                 | 10 luglio 1900                                    | 7 marzo 1901                                      |                                                   |
|                                                     | Alberto Aguilera y Velasco                        |                                                   | Partito Liberale                                  | 7 marzo 1901                                      | 23 dicembre 1902                                  |                                                   |
|                                                     | Vicente Cabeza de Vaca y Fernández de Córdoba     |                                                   | Partito Liberal-Conservatore                      | 23 dicembre 1902                                  | 25 luglio 1903                                    |                                                   |
|                                                     | Salvador Bermúdez de Castro y O'Lawlor            |                                                   | Partito Liberal-Conservatore                      | 25 luglio 1903                                    | 23 dicembre 1904                                  |                                                   |
|                                                     | Gonzalo Figueroa y Torres                         |                                                   | Partito Liberal-Conservatore                      | 23 dicembre 1904                                  | 28 giugno 1905                                    |                                                   |
|                                                     | Eduardo Vincenti y Reguera                        |                                                   | Partito Liberale                                  | 28 giugno 1905                                    | 15 giugno 1906                                    |                                                   |
|                                                     | Alberto Aguilera y Velasco                        |                                                   | Partito Liberale                                  | 15 giugno 1906                                    | 1907                                              |                                                   |
|                                                     | Eduardo Dato e Iradier                            |                                                   | Partito Liberal-Conservatore                      | 1907                                              | 7 maggio 1907                                     |                                                   |
|                                                     | Joaquín Sánchez de Toca Calvo                     |                                                   | Partito Liberal-Conservatore                      | 7 maggio 1907                                     | 28 ottobre 1907                                   |                                                   |
|                                                     | Nicolás de Peñalver y Zamora                      | ?                                                 | ?                                                 | 28 ottobre 1907                                   | 23 ottobre 1909                                   |                                                   |
|                                                     | Alberto Aguilera y Velasco                        |                                                   | Partito Liberale                                  | 23 ottobre 1909                                   | 12 febbraio 1910                                  |                                                   |
|                                                     | José Francos Rodríguez                            | ?                                                 | ?                                                 | 12 febbraio 1910                                  | 6 febbraio 1912                                   |                                                   |
|                                                     | Joaquín Ruiz Giménez                              |                                                   | Partito Liberale                                  | 6 febbraio 1912                                   | 19 giugno 1913                                    |                                                   |
|                                                     | Eduardo Vincenti y Reguera                        |                                                   | Partito Liberale                                  | 19 giugno 1913                                    | 2 novembre 1913                                   |                                                   |
|                                                     | Luis Marichalar y Monreal                         |                                                   | Partito Liberal-Conservatore                      | 2 novembre 1913                                   | 21 luglio 1914                                    |                                                   |
|                                                     | Carlos Prast y Rodríguez de Llano                 | ?                                                 | ?                                                 | 21 luglio 1914                                    | 17 settembre 1914                                 |                                                   |
|                                                     | José del Prado Palacio                            |                                                   | Partito Liberal-Conservatore                      | 17 settembre 1914                                 | 13 dicembre 1915                                  |                                                   |
|                                                     | Joaquín Ruiz Giménez                              |                                                   | Partito Liberale                                  | 13 dicembre 1915                                  | 8 maggio 1916                                     |                                                   |
|                                                     | Martín de Rosales y Martel                        |                                                   | Partito Liberale                                  | 8 maggio 1916                                     | 26 aprile 1917                                    |                                                   |
|                                                     | Luis Silvela Casado                               |                                                   | Partito Liberale                                  | 26 aprile 1917                                    | 17 giugno 1917                                    |                                                   |
|                                                     | José del Prado Palacio                            |                                                   | Partito Liberal-Conservatore                      | 17 giugno 1917                                    | 1º dicembre 1917                                  |                                                   |
|                                                     | Fernando Barón y Martínez de Agulló               | ?                                                 | ?                                                 | 1º dicembre 1917                                  | 26 dicembre 1917                                  |                                                   |
|                                                     | José Francos Rodríguez                            | ?                                                 | ?                                                 | 26 dicembre 1917                                  | 30 aprile 1918                                    |                                                   |
|                                                     | Luis Silvela Casado                               |                                                   | Partito Liberale                                  | 30 aprile 1918                                    | 27 dicembre 1918                                  |                                                   |
|                                                     | Luis Garrido Juaristi                             | ?                                                 | ?                                                 | 27 dicembre 1918                                  | 1º aprile 1920                                    |                                                   |
|                                                     | Ramón Rivero de Miranda                           | ?                                                 | ?                                                 | 1º aprile 1920                                    | 26 dicembre 1921                                  |                                                   |
|                                                     | Alfredo Serrano Jover                             | ?                                                 | ?                                                 | 26 dicembre 1921                                  | 30 dicembre 1921                                  |                                                   |
|                                                     | Álvaro de Figueroa y Alonso-Martínez              |                                                   | Partito Liberale                                  | 30 dicembre 1921                                  | 22 marzo 1922                                     |                                                   |
|                                                     | José María de Garay y Rowart                      | ?                                                 | ?                                                 | 22 marzo 1922                                     | 18 dicembre 1922                                  |                                                   |
|                                                     | Joaquín Ruiz Giménez                              |                                                   | Partito Liberale                                  | 18 dicembre 1922                                  | 5 agosto 1923                                     |                                                   |
|                                                     | Faustino Nicoli                                   |                                                   | Partito Liberale                                  | 5 agosto 1923                                     | 5 ottobre 1923                                    |                                                   |
| Sindaci nominati dal governatore civile (1923-1931) |                                                   |                                                   |                                                   |                                                   |                                                   |                                                   |
| Nominativo                                          | Nominativo                                        | Partito                                           | Partito                                           | Mandato                                           | Mandato                                           |                                                   |
| Nominativo                                          | Nominativo                                        | Partito                                           | Partito                                           | Inizio                                            | Fine                                              |                                                   |
|                                                     | Alberto Alcocer y Ribacoba                        | ?                                                 | ?                                                 | 5 ottobre 1923                                    | 3 luglio 1924                                     |                                                   |
|                                                     | Javier García Rodrigo (Facente funzioni)          | ?                                                 | ?                                                 | 3 luglio 1924                                     | 13 settembre 1924                                 |                                                   |
|                                                     | Fernando Suárez de Tangil y Angulo                | ?                                                 | ?                                                 | 13 settembre 1924                                 | 11 aprile 1927                                    |                                                   |
|                                                     | Emilio Antón (Facente funzioni)                   | ?                                                 | ?                                                 | 11 aprile 1927                                    | 30 aprile 1927                                    |                                                   |
|                                                     | Manuel Semprún y Pombo                            | ?                                                 | ?                                                 | 30 aprile 1927                                    | 1º dicembre 1927                                  |                                                   |
|                                                     | Rafael Carlos Gordon Arístegui (Facente funzioni) | ?                                                 | ?                                                 | 1º dicembre 1927                                  | 20 dicembre 1927                                  |                                                   |
|                                                     | José Manuel de Aristizábal Manchón                | ?                                                 | ?                                                 | 20 dicembre 1927                                  | 10 febbraio 1930                                  |                                                   |
|                                                     | José María de Hoyos y Vinent                      | ?                                                 | ?                                                 | 10 febbraio 1930                                  | 27 febbraio 1931                                  |                                                   |
|                                                     | Joaquín Ruiz Giménez                              |                                                   | Partito Liberale                                  | 27 febbraio 1931                                  | 13 aprile 1931                                    |                                                   |

## Seconda Repubblica spagnola (1931-1939)
| Sindaci eletti dal Consiglio comunale (1931-1939) | Sindaci eletti dal Consiglio comunale (1931-1939) | Sindaci eletti dal Consiglio comunale (1931-1939) | Sindaci eletti dal Consiglio comunale (1931-1939) | Sindaci eletti dal Consiglio comunale (1931-1939) | Sindaci eletti dal Consiglio comunale (1931-1939) | Sindaci eletti dal Consiglio comunale (1931-1939) |
| Nominativo                                        | Nominativo                                        | Partito                                           | Partito                                           | Mandato                                           | Mandato                                           |                                                   |
| Nominativo                                        | Nominativo                                        | Partito                                           | Partito                                           | Inizio                                            | Fine                                              |                                                   |
| ------------------------------------------------- | ------------------------------------------------- | ------------------------------------------------- | ------------------------------------------------- | ------------------------------------------------- | ------------------------------------------------- | ------------------------------------------------- |
|                                                   | Pedro Rico López                                  |                                                   | Azione Repubblicana                               | 15 aprile 1931                                    | 8 ottobre 1934                                    |                                                   |
|                                                   | José Martínez de Velasco (Delegato speciale)      |                                                   | Partito Agrario Spagnolo                          | 8 ottobre 1934                                    | 19 ottobre 1934                                   |                                                   |
|                                                   | Rafael Salazar Alonso                             |                                                   | Partito Repubblicano Radicale                     | 19 ottobre 1934                                   | 25 ottobre 1935                                   |                                                   |
|                                                   | Sergio Álvarez Rodríguez de Villamil              | ?                                                 | ?                                                 | 25 ottobre 1935                                   | 20 febbraio 1936                                  |                                                   |
|                                                   | Pedro Rico López                                  |                                                   | Unione Repubblicana                               | 20 febbraio 1936                                  | 8 novembre 1936                                   |                                                   |
|                                                   | Cayetano Redondo Aceña                            |                                                   | Partito Socialista Operaio Spagnolo               | 8 novembre 1936                                   | 23 aprile 1937                                    |                                                   |
|                                                   | Rafael Henche de la Plata                         |                                                   | Partito Socialista Operaio Spagnolo               | 23 aprile 1937                                    | 28 marzo 1939                                     |                                                   |
|                                                   | Melchor Rodríguez García                          |                                                   | Federazione anarchica iberica                     | 28 marzo 1939                                     | 30 marzo 1939                                     |                                                   |

## Spagna franchista (1939-1976)
| Sindaci nominati dal governo (1939-1976) | Sindaci nominati dal governo (1939-1976) | Sindaci nominati dal governo (1939-1976) | Sindaci nominati dal governo (1939-1976)                                           | Sindaci nominati dal governo (1939-1976) | Sindaci nominati dal governo (1939-1976) | Sindaci nominati dal governo (1939-1976) |
| Nominativo                               | Nominativo                               | Partito                                  | Partito                                                                            | Mandato                                  | Mandato                                  |                                          |
| Nominativo                               | Nominativo                               | Partito                                  | Partito                                                                            | Inizio                                   | Fine                                     |                                          |
| ---------------------------------------- | ---------------------------------------- | ---------------------------------------- | ---------------------------------------------------------------------------------- | ---------------------------------------- | ---------------------------------------- | ---------------------------------------- |
|                                          | Alberto Alcocer y Ribacoba               |                                          | Falange Española Tradicionalista y de las Juntas de Ofensiva Nacional Sindicalista | 30 marzo 1939                            | 22 marzo 1946                            |                                          |
|                                          | José Moreno Torres                       |                                          | Falange Española Tradicionalista y de las Juntas de Ofensiva Nacional Sindicalista | 22 marzo 1946                            | 5 giugno 1952                            |                                          |
|                                          | José Finat y Escrivá de Romaní           |                                          | Falange Española Tradicionalista y de las Juntas de Ofensiva Nacional Sindicalista | 5 giugno 1952                            | 5 febbraio 1965                          |                                          |
|                                          | Carlos Arias Navarro                     |                                          | Falange Española Tradicionalista y de las Juntas de Ofensiva Nacional Sindicalista | 5 febbraio 1965                          | 12 luglio 1973                           |                                          |
|                                          | Miguel Ángel García-Lomas Mata           |                                          | Falange Española Tradicionalista y de las Juntas de Ofensiva Nacional Sindicalista | 12 luglio 1973                           | 24 settembre 1976                        |                                          |

## Regno di Spagna (dal 1976)
| Sindaci eletti dal Consiglio comunale (dal 1976) | Sindaci eletti dal Consiglio comunale (dal 1976) | Sindaci eletti dal Consiglio comunale (dal 1976) | Sindaci eletti dal Consiglio comunale (dal 1976) | Sindaci eletti dal Consiglio comunale (dal 1976) | Sindaci eletti dal Consiglio comunale (dal 1976) | Sindaci eletti dal Consiglio comunale (dal 1976) |
| Nominativo                                       | Nominativo                                       | Partito                                          | Partito                                          | Mandato                                          | Mandato                                          | Elezione                                         |
| Nominativo                                       | Nominativo                                       | Partito                                          | Partito                                          | Inizio                                           | Fine                                             | Elezione                                         |
| ------------------------------------------------ | ------------------------------------------------ | ------------------------------------------------ | ------------------------------------------------ | ------------------------------------------------ | ------------------------------------------------ | ------------------------------------------------ |
|                                                  | Juan de Arespacochaga y de Felipe                |                                                  | Alleanza Popolare                                | 24 settembre 1976                                | 3 marzo 1978                                     | –                                                |
|                                                  | José Luis Álvarez y Álvarez                      |                                                  | Unione di Centro Democratico                     | 3 marzo 1978                                     | 7 gennaio 1979                                   | –                                                |
|                                                  | Luis María Huete y Morillo (Facente funzioni)    | ?                                                | ?                                                | 7 gennaio 1979                                   | 19 aprile 1979                                   | –                                                |
|                                                  | Enrique Tierno Galván                            |                                                  | Partito Socialista Operaio Spagnolo              | 19 aprile 1979                                   | 1983                                             | Elezione 1979                                    |
| 1983                                             | Enrique Tierno Galván                            | 19 gennaio 1986                                  | Partito Socialista Operaio Spagnolo              | Elezione 1983                                    |                                                  |                                                  |
|                                                  | Juan Barranco Gallardo (Facente funzioni)        |                                                  | Partito Socialista Operaio Spagnolo              | Elezione 1983                                    | 19 gennaio 1986                                  | 28 gennaio 1986                                  |
| Juan Barranco Gallardo                           | 28 gennaio 1986                                  | 1987                                             | Partito Socialista Operaio Spagnolo              | Elezione 1983                                    |                                                  |                                                  |
| Juan Barranco Gallardo                           | 1987                                             | 29 giugno 1989                                   | Partito Socialista Operaio Spagnolo              | Elezione 1987                                    |                                                  |                                                  |
|                                                  | Agustín Rodríguez Sahagún                        |                                                  | Centro Democratico e Sociale                     | Elezione 1987                                    | 29 giugno 1989                                   | 5 luglio 1991                                    |
|                                                  | José María Álvarez del Manzano                   |                                                  | Partito Popolare                                 | 5 luglio 1991                                    | 1995                                             | Elezione 1991                                    |
| 1995                                             | José María Álvarez del Manzano                   | 1999                                             | Partito Popolare                                 | Elezione 1995                                    |                                                  |                                                  |
| 1999                                             | José María Álvarez del Manzano                   | 22 giugno 2003                                   | Partito Popolare                                 | Elezione 1999                                    |                                                  |                                                  |
|                                                  | Alberto Ruiz-Gallardón                           |                                                  | Partito Popolare                                 | 22 giugno 2003                                   | 2007                                             | Elezione 2003                                    |
| 2007                                             | Alberto Ruiz-Gallardón                           | 2011                                             | Partito Popolare                                 | Elezione 2007                                    |                                                  |                                                  |
| 2011                                             | Alberto Ruiz-Gallardón                           | 22 dicembre 2011                                 | Partito Popolare                                 | Elezione 2011                                    |                                                  |                                                  |
|                                                  | Manuel Cobo (Facente funzioni)                   |                                                  | Partito Popolare                                 | Elezione 2011                                    | 22 dicembre 2011                                 | 27 dicembre 2011                                 |
|                                                  | Ana Botella                                      |                                                  | Partito Popolare                                 | Elezione 2011                                    | 27 dicembre 2011                                 | 13 giugno 2015                                   |
|                                                  | Manuela Carmena                                  |                                                  | Ahora Madrid                                     | 13 giugno 2015                                   | 15 giugno 2019                                   | Elezione 2015                                    |
|                                                  | José Luis Martínez-Almeida                       |                                                  | Partito Popolare                                 | 15 giugno 2019                                   | 29 maggio 2023                                   | Elezione 2019                                    |
| 29 maggio 2023                                   | José Luis Martínez-Almeida                       | in carica                                        | Partito Popolare                                 | Elezione 2023                                    |                                                  |                                                  |